# Successió recurrent lineal
En matemàtiques, s'anomena successió recurrent lineal d'ordre p, a tota successió amb valors en un cos K (generalment {\displaystyle \mathbb {C} } o {\displaystyle \mathbb {R} }) definida per a tot {\displaystyle no\geq n_{0}} per la relació de recurrència següent :
{\displaystyle a_{0}}, {\displaystyle a_{1}}, …, {\displaystyle a_{p-1}} sent p escalars fixats de K ({\displaystyle a_{0}} no nuls), per a tot {\displaystyle no\geq n_{0}}, es té 
{\displaystyle u_{n+p}=a_{0}u_{n}+a_{1}u_{n+1}+\cdots +a_{p-1}u_{n+p-1}}
Tal successió està completament determinada pels valors dels p primers termes de la successió i per la relació de recurrència.
Les successions recurrents lineals d'ordre 1 s'anomenen més simplement successions geomètriques de raó {\displaystyle a_{0}}. En relació amb les successions recurrents lineals d'ordre 2, Es pot expressar el seu terme general sense haver que recórrer a la recurrència, més precisament fent servir només els dos primers termes, alguns valors constants, algunes operacions elementals de l'aritmètica (addició, subtracció, multiplicació, exponencial) i les funcions sinus i cosinus. Una de les successions d'aquest tipus és la molt cèlebre successió de Fibonacci que es pot expressar a partir de potències fent intervenir la secció àuria. L'estudi de les successions recurrents lineals d'ordre p apel·la a la noció d'espai vectorial i al càlcul matricial.

## Successió recurrent lineal d'ordre 1
Si la relació de recurrència és {\displaystyle u_{n+1}=q\,u_{n}}, el terme general és {\displaystyle u_{n}=u_{n_{0}}q^{n-n_{0}}}

## Successió recurrent lineal d'ordre 2
Sien a i b sent dos escalars fixats de K amb b no nul, la relació de recurrència és
{\displaystyle u_{n+2}=au_{n+1}+bu_{n}} (R)
Es demostrarà que el terme general de tal successió és
- {\displaystyle \lambda r_{1}^{n}+\mu r_{2}^{n}} si {\displaystyle r_{1}} i {\displaystyle r_{2}} són les dues arrels diferents del polinomi {\displaystyle X^{2}-aX-b}
- {\displaystyle (\lambda +\mu n)r_{0}^{n}} si {\displaystyle r_{0}} és arrel doble del polinomi {\displaystyle X^{2}-aX-b}
- {\displaystyle (\lambda \cos(n\theta )+\mu \sin(n\theta ))\rho ^{n}\,} per a una successió real quan {\displaystyle \rho e^{i\theta }} i {\displaystyle \rho e^{-i\theta }} són les dues arrels complexes (no reals) del polinomi {\displaystyle X^{2}-aX-b}

No es perd la generalitat de la successió suposant que aquesta està definida sobre tot {\displaystyle \mathbb {N} } i no només a partir de {\displaystyle n_{0}}. En efecte, si una successió (u) no està definida més que a partir de {\displaystyle n_{0}}, indueix la creació d'una successió (v) definida sobre {\displaystyle \mathbb {N} } posant {\displaystyle v_{n}=u_{n+n_{0}}}.
La idea és llavors de cercar successions geomètriques que verifiquin la recurrència (R). És a Dir buscar escalars r tals que la successió {\displaystyle (r^{n})_{n\in \mathbb {N} }} verifica (R). Es demostra fàcilment que aquest problema equival a resoldre l'equació de segon grau {\displaystyle r^{2}-ar-b=0\,}. El polinomi {\displaystyle r^{2}-ar-b\,} s'anomena llavors el polinomi característic de la successió. El seu discriminant és {\displaystyle \Delta =a^{2}+4b\,}. Cal distingir llavors diversos casos, segons el nombre d'arrels del polinomi característic.

### Si el polinomi posseeix dues arrels reals diferents
Siguin {\displaystyle r_{1}} i {\displaystyle r_{2}} les dues arrels diferents. Les successions {\displaystyle (r_{1}^{n})_{n\in \mathbb {N} }} i {\displaystyle (r_{2}^{n})_{n\in \mathbb {N} }} verifiquen (R) així com tota successió de la qual el terme general seria {\displaystyle \lambda r_{1}^{n}+\mu r_{2}^{n}} (això manté al caràcter lineal recurrència). Llavors s'han trobat totes les successions que verifiquen (R) ? Una successió que verifica (R) queda completament determinada per la dada de {\displaystyle u_{0}} i {\displaystyle u_{1}}, n'hi ha prou de demostrar que hom pot sempre trobar {\displaystyle \lambda } i {\displaystyle \mu } solucions del sistema
{\displaystyle {\begin{cases}\lambda +\mu =u_{0}\\\lambda r_{1}+\mu r_{2}=u_{1}\end{cases}}}
Ara bé aquest sistema té per determinant {\displaystyle r_{2}-r_{1}} no nul. És doncs sempre possible expressar una successió verificant (R) com a combinació lineal successions {\displaystyle (r_{1}^{n})_{n\in \mathbb {N} }} i {\displaystyle (r_{2}^{n})_{n\in \mathbb {N} }}
Aquesta situació es produeix per a tota successió amb valors reals per a la qual el discriminant {\displaystyle \Delta =a^{2}+4b\,} és estrictament positiu, o per a tota successió amb valors acomplexes per a la qual discriminant és no nul.

### Si el polinomi posseeix una arrel doble
Si el discriminant és nul, el problema és diferent, ja que no es troba més que un sol valor {\displaystyle r_{0}}, per tant una sola família de successions geomètriques {\displaystyle (\lambda r_{0}^{n})_{n\in \mathbb {N} }} que verifiquen (R). La idea consisteix llavors a cercar les successions {\displaystyle (\lambda _{n})_{n\in \mathbb {N} }} tals que, per a tot enter n, {\displaystyle u_{n}=\lambda _{n}r_{0}^{n}} amb {\displaystyle (u_{n})_{n\in \mathbb {N} }} que verifiqui (R). Aquest mètode s'anomena el mètode de variació de la constant. S'assegura en principi l'existència de la successió {\displaystyle (\lambda _{n})_{n\in \mathbb {N} }} que verifica que {\displaystyle r_{0}} no és mai nul. La relació de recurrència sobre {\displaystyle (u_{n})_{n\in \mathbb {N} }} es tradueix per una relació de recurrència sobre {\displaystyle (\lambda _{n})_{n\in \mathbb {N} }}:
{\displaystyle r_{0}^{2}\lambda _{n+2}=ar_{0}\lambda _{n+1}+b\lambda _{n}}
Llavors fent servir el fet que {\displaystyle a^{2}+4b=0} i que {\displaystyle r_{0}={\dfrac {a}{2}}}, s'obté la relació característica de tota successió aritmètica:
{\displaystyle \lambda _{n+2}-\lambda _{n+1}=\lambda _{n+1}-\lambda _{n}\,}
La successió {\displaystyle (\lambda _{n})_{n\in \mathbb {N} }} és per tant una Progressió aritmètica de terme general 
{\displaystyle \lambda _{n}=\lambda +\mu n\,}.
Les successions {\displaystyle (u_{n})_{n\in \mathbb {N} }} que verifiquen (R) tenen llavors per terme general:
{\displaystyle u_{n}=(\lambda +\mu n)r_{0}^{n}}.
Aquest resultat s'aplica per a successions amb valors reals o complexes per a les quals el discriminant del polinomi característic és nul.

### Si el polinomi no posseeix cap arrel real
És el cas de les successions amb valors reals per a les quals el discriminant del polinomi característic és estrictament negatiu. Llavors l'equació de segon grau posseeix en {\displaystyle \mathbb {C} } dues arrels conjugades.
{\displaystyle r_{1}=\rho e^{i\theta }\,} i {\displaystyle r_{2}=\rho e^{-i\theta }\,}.
Les successions de terme general {\displaystyle A\rho ^{n}e^{in\theta }+B\rho ^{n}e^{-in\theta }\,} són successions complexes que verifiquen (R). Entre aquestes, aquelles per a les quals A i B són conjugats, són successions reals. Per tant, les successions de terme general 
{\displaystyle u_{n}=(\lambda \cos(n\theta )+\mu \sin(n\theta ))\rho ^{n}\,}
són successions reals que verifiquen (R) (s'ha pres {\displaystyle A=\lambda /2-i\mu /2}). Llavors s'han trobat totes les successions que verifiquen (R)? Una successió que verifica (R) està completament determinada pel valor de {\displaystyle u_{0}} i {\displaystyle u_{1}}, n'hi ha prou de demostrar només que hom pot sempre trobar {\displaystyle \lambda } i {\displaystyle \mu } solucions del sistema 
{\displaystyle {\begin{cases}\lambda =u_{0}\\\lambda \rho \cos(\theta )+\mu \rho \sin(\theta )=u_{1}\end{cases}}}
Ara bé aquest sistema té per determinant {\displaystyle \rho \sin(\theta )} no nul. És per tant sempre possible expressar una successió que verifica (R) com a combinació lineal de les successions {\displaystyle (\rho ^{n}\cos(n\theta ))_{n\in \mathbb {N} }} i {\displaystyle (\rho ^{n}\sin(n\theta ))_{n\in \mathbb {N} }}.

## Successió recurrent d'ordre p

### Subespai vectorial de dimensió p
Si s'anomena {\displaystyle (R_{p})} la relació de recurrència:
per a tot enter n, {\displaystyle u_{n+p}=a_{0}u_{n}+a_{1}u_{n+1}+\cdots +a_{p-1}u_{n+p-1}}
i si s'anomena {\displaystyle E_{R_{p}}}, el conjunt de les successions amb valors a K i que verifiquen {\displaystyle (R_{p})}, es demostra que {\displaystyle E_{R_{p}}} és un subespai vectorial de l'espai vectorial de les successions amb valors a K. Això és degut a la linearitat de la relació de recurrència.
A més, aquest subespai vectorial és de dimensió p. En efecte, existeix un isomorfisme d'espais vectorials entre {\displaystyle E_{R_{p}}} i l'espai vectorial {\displaystyle K^{p}\,}: a cada successió (u ) de {\displaystyle E_{R_{p}}}, s'associa el p_uplet {\displaystyle (u_{0},u_{1},\cdots ,u_{p-1})}. N'hi ha prou llavors amb conèixer una família lliure de p successions que verifiquin {\displaystyle (R_{p})}, llavors el conjunt {\displaystyle E_{R_{p}}} és engendrat per aquesta família lliure.

### Terme general
La cerca del terme general i de les successions particulars s'efectua treballant sobre {\displaystyle K^{p}}. A cada successió {\displaystyle (u_{n})_{n\in \mathbb {N} }} s'associa la successió {\displaystyle (U_{n})_{n\in \mathbb {N} }} tal que 
{\displaystyle U_{n}=(u_{n},u_{n+1},\cdots ,u_{n+p-1})}
La relació de recurrència sobre {\displaystyle (u_{n})_{n\in \mathbb {N} }} indueix una relació de recurrència sobre {\displaystyle (U_{n})_{n\in \mathbb {N} }}
{\displaystyle U_{n+1}=AU_{n}}
on 
{\displaystyle A={\begin{pmatrix}0&1&0&\cdots &0\\0&0&1&\cdots &0\\\vdots &\ddots &\ddots &\cdots &\vdots \\0&\cdots &\cdots &0&1\\a_{0}&a_{1}&\cdots &\cdots &a_{p-1}\end{pmatrix}}}
Llavors el terme general de la successió U està determinat per 
{\displaystyle U_{n}=A^{n}U_{0}}
Llavors el problema sembla resolt. Però l'autèntica dificultat consisteix en calcular {\displaystyle A^{n}}... Es prefereix determinar més aviat una base de {\displaystyle E_{R_{p}}}.

### Cerca d'una base
El polinomi característic de la matriu A és {\displaystyle P(X)=X^{p}-\sum _{i=0}^{p-1}a_{i}X^{i}}. No és per atzar si es troba per caracteritzar les successions {\displaystyle u=(u_{n})_{n\in \mathbb {N} }} que verifiquen {\displaystyle R_{p}}.
Es nota f la transformació lineal que, a una successió {\displaystyle u=(u_{n})_{n\in \mathbb {N} }} associa la successió {\displaystyle v=(v_{n})_{n\in \mathbb {N} }} definida per {\displaystyle v_{n}=u_{n+1}}. La condició u verifica {\displaystyle R_{p}} s'ha traduït llavors per P(f)(u) = 0. El conjunt {\displaystyle E_{R_{p}}} és per tant el nucli de P(f). Si P és un polinomi escindit en K (el que és sempre verdader si {\displaystyle K=\mathbb {C} }), existeixen k arrels {\displaystyle r_{1},r_{2},\cdots ,r_{k}} i k exponents {\displaystyle \alpha _{1},\alpha _{2},\cdots ,\alpha _{k}} tals que {\displaystyle P=\prod _{i=1}^{k}(X-r_{i})^{\alpha _{i}}}. El nucli de P(f) és llavors la suma directa dels nuclis dels {\displaystyle (f-r_{i}Id)^{\alpha _{i}}}. N'hi ha prou doncs amb trobar una base de cadascun d'aquests nuclis per determinar una base de {\displaystyle E_{R_{p}}}.
Es pot demostrar que tota successió de terme general {\displaystyle Q(n)r_{i}^{n}} és un element del nucli de {\displaystyle (f-r_{i}Id)^{\alpha _{i}}} per poc que el grau de Q sigui inferior estrictament a {\displaystyle \alpha _{i}}. Aquesta demostració es fa per recurrència sobre {\displaystyle \alpha _{i}}. Com que les successions {\displaystyle (n^{j}r_{i}^{n})_{n\in \mathbb {N} }}, per a j = 0 a {\displaystyle \alpha _{i}-1} formen una familia lliure de {\displaystyle \alpha _{i}} elements, la família de totes les successions {\displaystyle (n^{j}r_{i}^{n})_{n\in \mathbb {N} }}, per a j = 0 a {\displaystyle \alpha _{i}-1} i per a i = 1 a k formen una família lliure de {\displaystyle \alpha _{1}+\alpha _{2}+\cdots +\alpha _{k}=p} elements de {\displaystyle E_{R_{p}}} (de dimensió p) per tant una base de {\displaystyle E_{R_{p}}}. Els elements de {\displaystyle E_{R_{p}}} són per tant sumes de successions el terme general de les quals és {\displaystyle Q(n)r_{i}^{n}} amb grau de Q estrictament inferior a {\displaystyle \alpha _{i}}.

### Tornada a la recurrència d'ordre 2
Si el polinomi característic s'escindeix en {\displaystyle (X-r_{1})(X-r_{2})} (on {\displaystyle r_{1}\neq r_{2}}) llavors els polinomis Q són de grau 0 i els elements de {\displaystyle E_{R_{2}}} són successions el terme general de les quals és {\displaystyle \lambda _{1}r_{1}^{n}+\lambda _{2}r_{2}^{n}}.
Si el polinomi característic s'escindeix en {\displaystyle (X-r_{0})^{2}} llavors els polinomis Q són de grau 1 i els elements de {\displaystyle E_{R_{2}}} són successions el terme general de les quals és {\displaystyle (\lambda _{1}n+\lambda _{2})r_{0}^{n}}.